# Ousama Siddiki
Ousama Siddiki (Tetuán, 13 de abril de 1998) es un futbolista marroquí que juega de delantero en el Antequera C. F. de la Primera Federación.

## Trayectoria
Comenzó su carrera como sénior en la Unión Deportiva Logroñés, entonces en la Segunda División B, en 2019, después de haber pasado por canteras como la del Real Madrid o la del Leeds United. Con el Real Madrid llegó incluso a disputar un encuentro de la Liga Juvenil de la UEFA.
En la temporada 2019-20 logró el ascenso a Segunda División con la U. D. Logroñés. En este equipo siguió dos años más, y el 22 de julio de 2022 se incorporó al Algeciras C. F. hasta junio de 2023. Una vez expiró su contrato fichó por la U. D. Melilla, con la que descendió a Segunda Federación. Él siguió jugando en Primera Federación, ya que en junio de 2024 se unió al Antequera C. F.

## Selección nacional
Siddiki ha sido internacional sub-20 con la selección de fútbol de Marruecos.

## Clubes
| Club            | País   | Año       |
| --------------- | ------ | --------- |
| U. D. Logroñés  | España | 2019-2022 |
| Algeciras C. F. | España | 2022-2023 |
| U. D. Melilla   | España | 2023-2024 |
| Antequera C. F. | España | 2024-     |